# Marjo Voutilainen
Marjo Voutilainen, född den 22 mars 1981 i Kuopio i Finland, är en finländsk ishockeyspelare.
Hon tog OS-brons i damernas ishockeyturnering i samband med de olympiska ishockeytävlingarna 2010 i Vancouver.